# أليكس كير
أليكس كير (بالإنجليزية: Alex Kerr)‏ هو مستشرق أمريكي، ولد في 1952.